# Christian Wieland
Christian Wieland (* 8. Mai 1969 in Bochum) ist ein deutscher Historiker.

## Leben
Von 1988 bis 1995 studierte Wieland Geschichte, Latein und Philosophie an den Universitäten Tübingen, Trier, Oxford und Freiburg im Breisgau. Nach der Promotion 2001 in Neuerer Geschichte an der Universität Freiburg war er von 2001 bis 2009 Postdoktorand an der Universität Bielefeld, wissenschaftlicher Assistent und Akademischer Rat in Freiburg, Fellow am FRIAS (Freiburg Institute for Advanced Studies). Nach der Habilitation 2009 an der Albert-Ludwigs-Universität Freiburg vertrat er von 2009 bis 2015 Lehrstühle in Düsseldorf und Konstanz und war Heisenberg-Stipendiat der Deutschen Forschungsgemeinschaft in Darmstadt und Frankfurt am Main, Visiting Fellow an der University of Oxford (Balliol College und St John’s College). 2015 bis 2017 absolvierte er ein Referendariat am Heinrich-von-Gagern-Gymnasium in Frankfurt am Main und war anschließend von 2017 bis 2020 Studienrat am Frankfurter Goethe-Gymnasium. Seit September 2020 ist er Professor für Geschichte und ihre Didaktik und Leiter der Abteilung für Geschichte an der PH Schwäbisch Gmünd.
Seine Schwerpunkte in der Forschung sind Geschichte der Frühen Neuzeit (ganz Europa, vor allem Großbritannien, Zentraleuropa, Italien und der gesamte Mittelmeerraum), Religion in der Vormoderne, Rechts-, Wissenschafts- und Technikgeschichte, frühneuzeitliche Diplomatie, Geschichte des Papsttums, Geschichte des Adels und politische Kultur und Geschlechterrollen.

## Veröffentlichungen (Auswahl)
- Fürsten, Freunde, Diplomaten. Die römisch-florentinischen Beziehungen unter Paul V. (1605–1621). Böhlau, Köln Weimar Wien 2004, ISBN 3-412-09603-2.
- mit Jörn Leonhard (Hrsg.): What makes the nobility noble? Comparative perspectives from the sixteenth to the twentieth century. Vandenhoeck & Ruprecht, Göttingen 2011, ISBN 978-3-647-31041-1.
- mit Peter Eich, Sebastian Schmidt-Hofner (Hrsg.): Der wiederkehrende Leviathan. Staatlichkeit und Staatswerdung in Spätantike und Früher Neuzeit (= Akademie-Konferenzen, Heidelberger Akademie der Wissenschaften. Band 4). Winter, Heidelberg 2011, ISBN 3-8253-5667-1.
- mit Sitta von Reden (Hrsg.): Wasser: Alltagsbedarf, Ingenieurskunst und Repräsentation zwischen Antike und Neuzeit. Vandenhoeck & Ruprecht, Göttingen 2015, ISBN 978-3-525-31718-1.
- Nach der Fehde. Studien zur Interaktion von Adel und Rechtssystem am Beginn der Neuzeit. Bayern 1500 bis 1600. Bibliotheca-Academica-Verlag, Epfendorf, Neckar 2014, ISBN 978-3-928471-92-3.
- mit Claudius Sittig (Hrsg.): Die „Kunst des Adels“ in der Frühen Neuzeit. Harrassowitz Verlag in Kommission, Wiesbaden 2018, ISBN 978-3-447-10486-9.